# گوزد (استان اشوی‌داشکسیه)
گوزد (به لهستانی: Gózd) یک منطقهٔ مسکونی در لهستان است که در گمینا وانچنا واقع شده‌است. گوزد ۵۶۰ نفر جمعیت دارد.